# پیز بلایس مارشا
پیز بلایس مارشا (به لاتین: Piz Bleis Marscha) یک کوه در سوئیس است که در کانتون گراوبوندن واقع شده‌است. پیز بلایس مارشا ۳٬۱۲۸ متر بالاتر از سطح دریا واقع شده‌است.